# Danh sách phong trào ly khai đang hoạt động
Đây là một danh sách chưa hoàn tất, và có thể sẽ không bao giờ thỏa mãn yêu cầu hoàn tất. Bạn có thể đóng góp bằng cách mở rộng nó bằng các thông tin đáng tin cậy.
Danh sách các phong trào ly khai đang hoạt động bao gồm các phong trào ly khai đang hoạt động ở nhiều quốc gia trên khắp thế giới. Tất cả các phong trào ly khai này đều là các phong trào đòi độc lập, thành lập quốc gia riêng của một tổ chức chính trị hoặc liên minh các tổ chức chính trị chủ trương ly khai vì các lý do xung đột sắc tộc, tôn giáo, chính trị, kinh tế,... Trong danh sách này sẽ bao gồm tên tổ chức chính trị (hoặc liên minh các tổ chức chính trị) chủ trương ly khai, nhà nước ly khai, nhóm vận động ly khai và quân đội ly khai (nếu có), lãnh thổ ly khai. Đây là các phong trào ly khai đang hoạt động chứ không bao gồm các phong trào ly khai không còn tồn tại. Trong số các thực thể ly khai trong danh sách này, một số muốn tái lập nhà nước từng tồn tại trong quá khứ.

## Châu Á

### Azerbaijan
- Cộng hòa Artsakh
- Cộng hòa tự trị Nakhchivan

### Gruzia
- Abkhazia
  - Dân tộc: Abkhazia
  - Nhà nước đề xuất:  Abkhazia
  - Nhóm vận động: Chính phủ Abkhazia
  - Quân đội ly khai: Quân đội Abkhazia
  - Lãnh thổ ly khai: Tỉnh Abkhazia
- Nam Ossetia
  - Dân tộc: Ossetia
  - Nhà nước đề xuất:  Nam Ossetia
  - Nhóm vận động: Chính phủ Nam Ossetia
  - Quân đội ly khai: Quân đội Nam Ossetia
  - Lãnh thổ ly khai: Tỉnh Nam Ossetia

### Iran, Iraq, Thổ Nhĩ Kỳ, Syria
- Kurdistan (đã từng tồn tại)
  - Dân tộc: Người Kurd
  - Nhà nước đề xuất:  Kurdistan[1]
  - Nhóm vận động: Đảng Công nhân Kurd
  - Quân đội ly khai: Komalah
  - Lãnh thổ ly khai: Nam Kurd, Đông Kurd, Tây Kurd

### Israel
- Palestine (đã từng tồn tại)
  - Dân tộc: Palestine
  - Nhà nước đề xuất:  Palestine
  - Nhóm vận động: Tổ chức Giải phóng Palestine[2]
  - Lãnh thổ ly khai: Lãnh thổ Palestine được phân định theo đường biên giới nhân tạo năm 1967

### Malaysia
- Sarawak (đã từng tồn tại)
  - Nhà nước đề xuất:  Sarawak
  - Nhóm vận động: BHF, SAPA, SSKM[3]
  - Lãnh thổ ly khai: Bang Sarawak
- Sabah (đã từng tồn tại) 
  - Nhà nước đề xuất:  Sabah
  - Nhóm vận động: BHF, SSKM[4]
  - Lãnh thổ ly khai: Bang Sabah

### Nhật Bản
- Vương quốc Lưu Cầu (đã từng tồn tại)
  - Dân tộc: Ryukyuan
  - Nhà nước đề xuất:  Vương quốc Lưu Cầu
  - Nhóm vận động: Câu lạc bộ Kariyushi
  - Lãnh thổ ly khai: Quần đảo Ryukyu

### Cộng hòa Síp
- Bắc Síp
  - Dân tộc: Người Síp gốc Thổ Nhĩ Kỳ
  - Nhà nước đề xuất:  Bắc Síp
  - Lãnh thổ ly khai: Miền bắc Síp

### Sri Lanka
- Tamil
  - Dân tộc: Tamil
  - Nhà nước đề xuất: Tamil
  - Nhóm vận động: Chính phủ xuyên quốc gia Tamil
  - Lãnh thổ ly khai: Những vùng đất có người Tamil sinh sống ở Sri Lanka

### Thái Lan
- Patani
  - Dân tộc: Người Mã Lai ở Thái Lan
  - Nhà nước đề xuất:  Patani
  - Quân đội ly khai: Tổ chức giải phóng Patani
  - Lãnh thổ ly khai: Khu vực Patali

### Trung Quốc
- Tây Tạng (đã từng tồn tại)
  - Dân tộc: Người Tạng
  - Nhà nước đề xuất: Tây Tạng
  - Nhóm vận động: Chính phủ lưu vong Tây Tạng[5]
  - Lãnh thổ ly khai: Khu tự trị Tây Tạng
- Tân Cương (đã từng tồn tại)
  - Dân tộc: Người Uyghur
  - Nhà nước đề xuất: Đông Turkestan
  - Nhóm vận động: Chính phủ Đông Turkestan lưu vong
  - Quân đội ly khai: Tổ chức Giải phóng Đông Turkestan
  - Lãnh thổ ly khai: Khu tự trị Tân Cương
- Đài Loan
  - Dân tộc: Người Hán ở Đài Loan
  - Nhà nước đề xuất:  Cộng hòa Đài Loan
  - Nhóm vận động: Đảng độc lập Đài Loan
  - Lãnh thổ ly khai: Đảo Đài Loan
- Hồng Kông
  - Dân tộc: Người Hán ở Hồng Kông
  - Nhà nước đề xuất:  Hồng Kông[6]
  - Nhóm vận động: Đảng độc lập Hồng Kông
  - Lãnh thổ ly khai: Đặc khu hành chính Hồng Kông

### Uzbekistan

Qaraqalpaqstan

- Qaraqalpaqstan
  - Dân tộc: Qaraqalpaq
  - Nhà nước đề xuất:  Cộng hòa Qaraqalpaqstan
  - Nhóm vận động: Free Karakalpakstan National Revival Party[7]
  - Lãnh thổ ly khai: Toàn bộ phần tây bắc của Uzbekistan

## Châu Âu

### Bỉ
- Wallonie
  - Dân tộc: Wallonie
  - Nhà nước đề xuất:  Wallonie
  - Nhóm vận động: Walloon Rally
  - Lãnh thổ ly khai: Xứ Wallonie

### Bosna và Hercegovina
- Cộng hòa Srpska
  - Dân tộc: Người Serb ở Bosna và Hercegovina.
- Cộng hòa Herzeg-Bosnia thuộc Croatia
  - Dân tộc: Người Croatia ở Bosna và Hercegovina.

### Đan Mạch
- Quần đảo Faroe
  - Dân tộc: Người Faroe
  - Nhà nước đề xuất:  Quần đảo Faroe
  - Nhóm vận động: Đảng Cộng hòa Faroe, Đảng Nhân dân Faroe
  - Lãnh thổ ly khai: Quần đảo Faroe
- Greenland
  - Dân tộc: Inuit
  - Nhà nước đề xuất:  Greenland
  - Nhóm vận động: Đảng Inuit
  - Lãnh thổ ly khai: Đảo Greenland

### Đức

Lãnh thổ Bayern.

- Bayern (đã từng tồn tại)
  - Dân tộc: Bayern
  - Nhà nước đề xuất:  Bayern
  - Nhóm vận động: Đảng Bayern, Trong cuộc tổng tuyển cử năm 2013, đảng này được 0,1% số phiếu
  - Lãnh thổ ly khai: Bang Bayern
- Saarland
  - Dân tộc: Saarmunsterkahn
  - Nhà nước đề xuất:  Saarland
  - Nhóm vận động: Free Saarland
  - Lãnh thổ ly khai: Bang Saarland
- Hessen
  - Nhóm vận động: Nein Deustchland
  - Lãnh thổ ly khai: Bang Hessen

### Moldova
- Transnistria
  - Dân tộc: Người Nga ở Moldova.
  - Nhà nước đề xuất:  Cộng hòa Moldova Pridnestrovia.
  - Lãnh thổ ly khai: Dải đất hẹp giữa sông Dniester và biên giới Moldova – Ukraina.
- Gagauzia

### Nga
- Cộng hòa Sakha
  - Dân tộc: Yakuts
  - Nhà nước đề xuất:  Cộng hòa Sakha
  - Nhóm vận động: Sakha-Amuk
  - Lãnh thổ ly khai: Cộng hòa Sakha
- Chechnya
  - Dân tộc: Chechnya
  - Nhà nước đề xuất:  Cộng hòa Chechnya Ichkeria
  - Nhóm vận động: Chechnya ly khai
  - Lãnh thổ ly khai: Cộng hòa Chechnya
- Cộng hòa Altai.
- Buryatia.
- Tuva.

### Pháp
- Corse (đã từng tồn tại)
  - Dân tộc: Người Corse
  - Nhà nước đề xuất:  Corse
  - Nhóm vận động: Corsica Libera
  - Lãnh thổ ly khai: Đảo Corse
- Nouvelle-Calédonie
  - Dân tộc: Nhiều
  - Nhà nước đề xuất:  Kanaky
  - Nhóm vận động: Đảng giải phóng Kanak
  - Lãnh thổ ly khai: Quần đảo Nouvelle-Calédonie
- Bretagne (đã từng tồn tại)
  - Dân tộc: Người Breton
  - Nhà nước đề xuất:  Bretagne
  - Nhóm vận động: Breiz Atao
  - Lãnh thổ ly khai: Tỉnh Bretagne
- Provence
  - Dân tộc: Provençals
  - Nhà nước đề xuất: Provence
  - Quân đội ly khai: Mặt trận Nacionala Liberacion de Provença
  - Lãnh thổ ly khai: Tỉnh Provence

### Phần Lan
- Åland
  - Dân tộc: Åland Thụy Điển
  - Nhà nước đề xuất:  Åland
  - Nhóm vận động: Tương lai của Åland
  - Lãnh thổ ly khai: Quần đảo Åland

### Serbia
- Kosovo[8]
  - Dân tộc: Người Albania ở Kosovo
  - Nhà nước đề xuất:  Kosovo
  - Nhóm vận động: Chính phủ Kosovo
  - Lãnh thổ ly khai: Tỉnh Kosovo

- Vojvodina[9]
  - Dân tộc: Người Vojvodina.
  - Nhà nước đề xuất:  Vojvodina.

Lãnh thổ Kosovo.

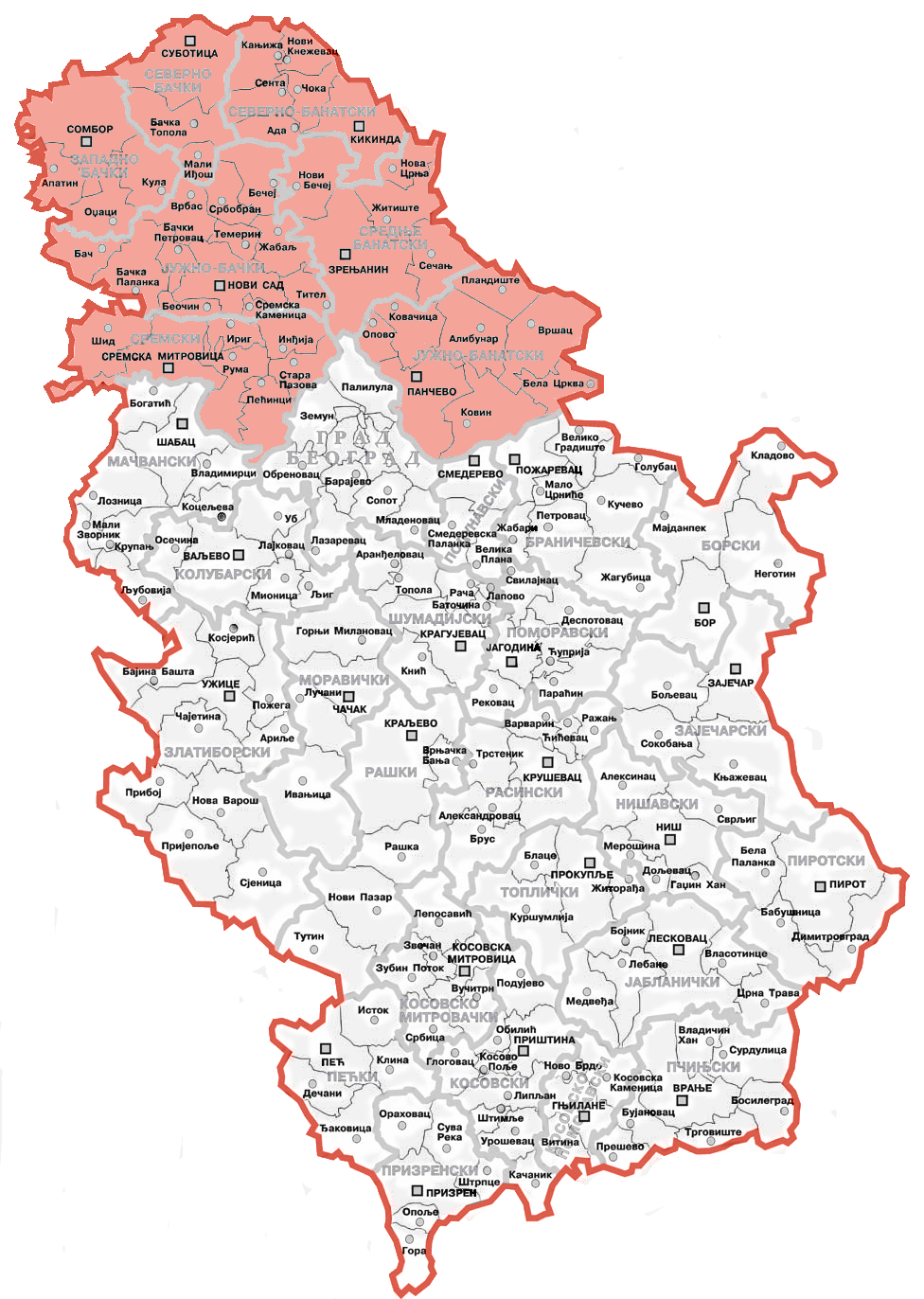
Vojvodina trong lãnh thổ Serbia

  - Lãnh thổ ly khai: Tỉnh Vojvodina.

### Tây Ban Nha
- Catalunya (đã từng tồn tại)
  - Dân tộc: Catalana
  - Nhà nước đề xuất:  Catalunya[10]
  - Nhóm vận động: Đảng Dân Chủ Catalunya
  - Lãnh thổ ly khai: Vùng tự trị Catalunya
- Asturias (đã từng tồn tại)
  - Dân tộc: Asturians
  - Nhà nước đề xuất: Asturias
  - Nhóm vận động: Sofitu
  - Lãnh thổ ly khai: Vùng tự trị Asturias
- Aragon (đã từng tồn tại)
  - Dân tộc: Aragonese
  - Nhà nước đề xuất: Aragon
  - Nhóm vận động: Puyalón de Cuchas[11]
  - Lãnh thổ ly khai: Vùng Aragon

### Ukraina
- Donetsk
  - Dân tộc: Người Nga ở Donetsk
  - Nhà nước đề xuất:  Cộng hòa Nhân dân Donetsk
  - Nhóm vận động: Đảng Nga mới
  - Quân đội ly khai: Quân đội ly khai Donetsk
  - Lãnh thổ ly khai: Tỉnh Donetsk
- Luhansk
  - Dân tộc: Người Nga ở Luhansk
  - Nhà nước đề xuất:  Cộng hòa nhân dân Luhansk
  - Nhóm vận động: Đảng Nga mới
  - Quân đội ly khai: Quân đội Luhansk
  - Lãnh thổ ly khai: Tỉnh Luhansk

### Vương quốc Anh
- Bermuda
  - Dân tộc: Nhiều
  - Nhà nước đề xuất:  Bermuda
  - Nhóm vận động: Ủy ban độc lập Bermuda
  - Lãnh thổ ly khai: Đảo Bermuda
- Wales
  - Dân tộc: Người Wales
  - Nhà nước đề xuất:  Wales
  - Nhóm vận động: Cymuned, Liên minh Celt
  - Lãnh thổ ly khai: Xứ Wales
- Scotland (đã từng tồn tại)
  - Dân tộc: Scotland
  - Nhà nước đề xuất: Scotland
  - Nhóm vận động: Đảng Quốc gia Scotland,Đảng Xanh Scotland,Đảng Xã hội Scotland
  - Lãnh thổ ly khai: Xứ Scotland
- Sealand

### Ý
- Sardegna (đã từng tồn tại)
  - Dân tộc: Sardegna
  - Nhà nước đề xuất: Sardegna
  - Nhóm vận động: Sardinia Nation, Đảng hành động Sardegna
  - Lãnh thổ ly khai: Đảo Sardegna
- Sicily (đã từng tồn tại)
  - Dân tộc: Sicilia
  - Nhà nước đề xuất:  Sicily
  - Nhóm vận động: Đảng Xã Hội Sicilia,Phong trào Giải phóng Quốc gia Sicilia
  - Lãnh thổ ly khai: Đảo Sicily
- Nam Tirol
  - Dân tộc: Nam Tyroleans
  - Nhà nước đề xuất:  Nam Tirol
  - Nhóm vận động: Nam Tirol tự do
  - Quân đội ly khai: Ban Giải phóng miền Nam Tirol
  - Lãnh thổ ly khai: Tỉnh Nam Tirol
- Venezia[12] (đã từng tồn tại)
  - Nhà nước đề xuất:  Cộng hòa Venezia
  - Nhóm vận động: Đảng Độc lập Veneto
  - Lãnh thổ ly khai: Thành phố Venezia

## Châu Phi

### Cameroon
- Ambazonia
  - Dân tộc:  Nam Cameroon
  - Nhà nước đề xuất: Ambazonia
  - Nhóm vận động: Phong trào Giải phóng miền Nam Cameroon[13]
  - Quân đội ly khai: Tổ chức dân sự Cameroon
  - Lãnh thổ ly khai: Miền Nam Cameroon

### Morocco
- Tây Sahara[14]
  - Dân tộc: Sahrawi
  - Nhà nước đề xuất:  Tây Sahara
  - Nhóm vận động: Chính phủ lưu vong Tây Sahara
  - Quân đội ly khai: Quân đội giải phóng nhân dân Sahrawi
  - Lãnh thổ ly khai: Vùng Tây Sahara

### Nigeria
- Biafra (đã từng tồn tại)
  - Dân tộc: Igbo
  - Nhà nước đề xuất:  Cộng hòa Biafra
  - Nhóm vận động: Chính phủ Biafra lưu vong[15]
  - Lãnh thổ ly khai: Lãnh thổ Biafra từng ly khai năm 1967-1970

### Senegal
- Casamance
  - Dân tộc: Diola
  - Nhà nước đề xuất:  Casamance
  - Quân đội ly khai: Phong trào của lực lượng Dân chủ Casamance
  - Lãnh thổ ly khai: Khu vực Casamance

### Somalia
- Somaliland
  - Dân tộc: Somalia
  - Nhà nước đề xuất:  Somaliland
  - Quân đội ly khai: Phong trào của lực lượng Dân chủ Casamance
  - Lãnh thổ ly khai: Somaliland

### Sudan
- Nam Sudan

### Tanzania
- Zanzibar
  - Dân tộc: Swahili
  - Nhà nước đề xuất:  Zanzibar
  - Nhóm vận động: Uamsho[16]
  - Lãnh thổ ly khai: Quần đảo Tanzania

## Châu Mỹ

### Brasil
- Pernambuco
  - Nhà nước đề xuất:  República de Pernambuco
  - Nhóm vận động: GEAPI [17]
  - Lãnh thổ ly khai: Bang Pernambuco
- Rio Grande do Sul
  - Nhà nước đề xuất:  República Rio-Grandense
  - Nhóm vận động: Movimento pró República Rio-Grandense[18]
  - Lãnh thổ ly khai: Bang Rio Grande do Sul
- São Paulo
  - Nhà nước đề xuất:  República de São Paulo
  - Nhóm vận động: Movimento República de São Paulo,[19] Movimento São Paulo Independente,[20] São Paulo Livre[21]
  - Lãnh thổ ly khai: Bang São Paulo
- Vùng Nam
  - Nhà nước đề xuất:  União Sul-Brasileira
  - Nhóm vận động: O Sul É o Meu País[22]
  - Lãnh thổ ly khai: Vùng Nam

### Canada
- Québec

Lãnh thổ Québec.

  - Dân tộc:  Người Canada nói tiếng Pháp
  - Nhà nước đề xuất: Québec
  - Nhóm vận động: Tổng Liên đoàn des syndicats nationaux, Parti Québec
  - Lãnh thổ ly khai: Tỉnh Québec

### Hoa Kỳ
- Liên minh miền Nam Hoa Kỳ (đã từng tồn tại)
  - Dân tộc: Người Mỹ ở miền nam Hoa Kỳ
  - Nhà nước đề xuất:  Liên minh miền Nam Hoa Kỳ
  - Nhóm vận động: Đại hội miền nam Hoa Kỳ[23]
  - Lãnh thổ ly khai: 11 bang miền nam Hoa Kỳ đã từng ly khai trong nội chiến Hoa Kỳ (1861-1865)
- Puerto Rico[24]
  - Dân tộc: Puerto Rico
  - Nhà nước đề xuất:  Puerto Rico
  - Nhóm vận động: Phong trào Puerto Rico độc lập(MPI)
  - Lãnh thổ ly khai: Đảo Puerto Rico
- Hawaii (đã từng tồn tại)
  - Dân tộc: Người Hawaii bản địa
  - Nhà nước đề xuất: Hawaii
  - Nhóm vận động: Văn phòng Nội vụ Hawaii
  - Lãnh thổ ly khai: Quần đảo Hawaii
- Alaska
  - Dân tộc: Alaskans
  - Nhà nước đề xuất: Alaska
  - Nhóm vận động: Đảng Độc lập Alaska[25]
  - Lãnh thổ ly khai: Bang Alaska
- California
  - Dân tộc: Người Mỹ tại California
  - Nhà nước đề xuất:  Cộng hoà California
  - Nhóm vận động: Yes California; Calexit
  - Lãnh thổ ly khai: Bang California
- Cộng hòa Molossia
- Texas

## Châu Đại Dương

### New Zealand
- Quần đảo Cook
  - Nhà nước đề xuất:  Quần đảo Cook
  - Lãnh thổ ly khai: Quần đảo Cook